# Parabrotica
Parabrotica es un género de escarabajos  de la familia Chrysomelidae. En 1961 Bechyné & Bechyné describieron el género. Contiene las siguientes especies:
- Parabrotica decolor Bechyne & Bechyne, 1961
- Parabrotica litura (Weise, 1921)
- Parabrotica subtilis (Weise, 1921)